# 1625 год в науке
В 1625 году произошли различные научные и технологические события, некоторые из которых представлены ниже.

## Публикации
- Никола Агер, французский исследователь зоофитов, опубликовал своё главное сочинение: «Disputatio de Zoophytis».

## События
- Немецкий химик Иоганн Рудольф Глаубер открыл сульфат натрия («глауберову соль»)[1].

## Родились
См. также: Категория:Родившиеся в 1625 году
- 8 июня — Джованни Доменико Кассини, итальянский астроном (умер в 1712 году).
- 13 августа — Расмус Бартолин, датский физик и врач (умер в 1698 году).
- 16 декабря — Эрхард Вайгель, немецкий математик и популяризатор науки (умер в 1699 году).
- (дата неизвестна) Сэмюэль Морленд, английский изобретатель (умер в 1695 году).

## Скончались
См. также: Категория:Умершие в 1625 году
- 7 марта — Иоганн Байер, немецкий астроном и историк астрономии, создатель первого полного звёздного атласа «Уранометрия» (1603) и системы обозначений звёзд с помощью греческих букв (род. в 1572 году)
- 7 апреля — Адриан ван ден Спигель, фламандский анатом и хирург (род. в 1578 году).